# Melchior Küsel

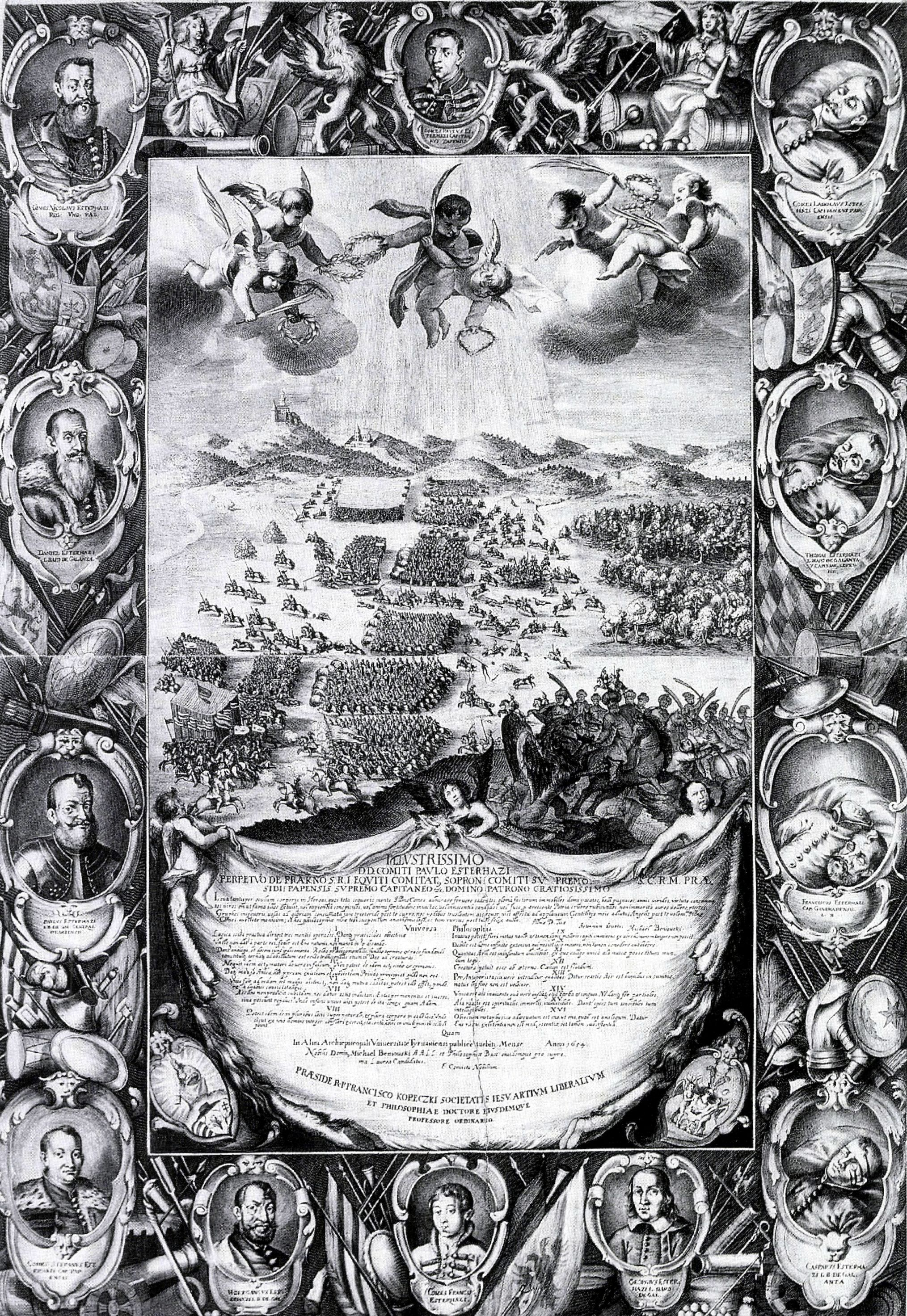
Batalha de Vezekény em 1652 (gravura de 1654).

Melchior Küsel (Augsburg, 1626 — Augsburg, 1684) foi um gravador alemão que se distinguiu na ilustração de obras de temática histórica e religiosa.

## Biografia
Foi autor de 24 gravuras para a obra de Johann Wilhelm Baur ilustrando a Paixão de Cristo, e também para uma série para a obra de Ovídio. Também ilustrou Bíblias.
Era irmão do gravador Mathäus Küsel e pai de Johanna Sibylla, gravadora e casada com o gravador Johann Ulrich Kraus. 